# ترشیچ
ترشیچ (به لاتین: Tršić}} یک منطقهٔ مسکونی در صربستان است که در Mačva District واقع شده‌است.

## خصوصیات
ترشیچ ۱٬۲۶۳ نفر جمعیت دارد و ۲۳۳ متر بالاتر از سطح دریا واقع شده‌است.

## نگارخانه

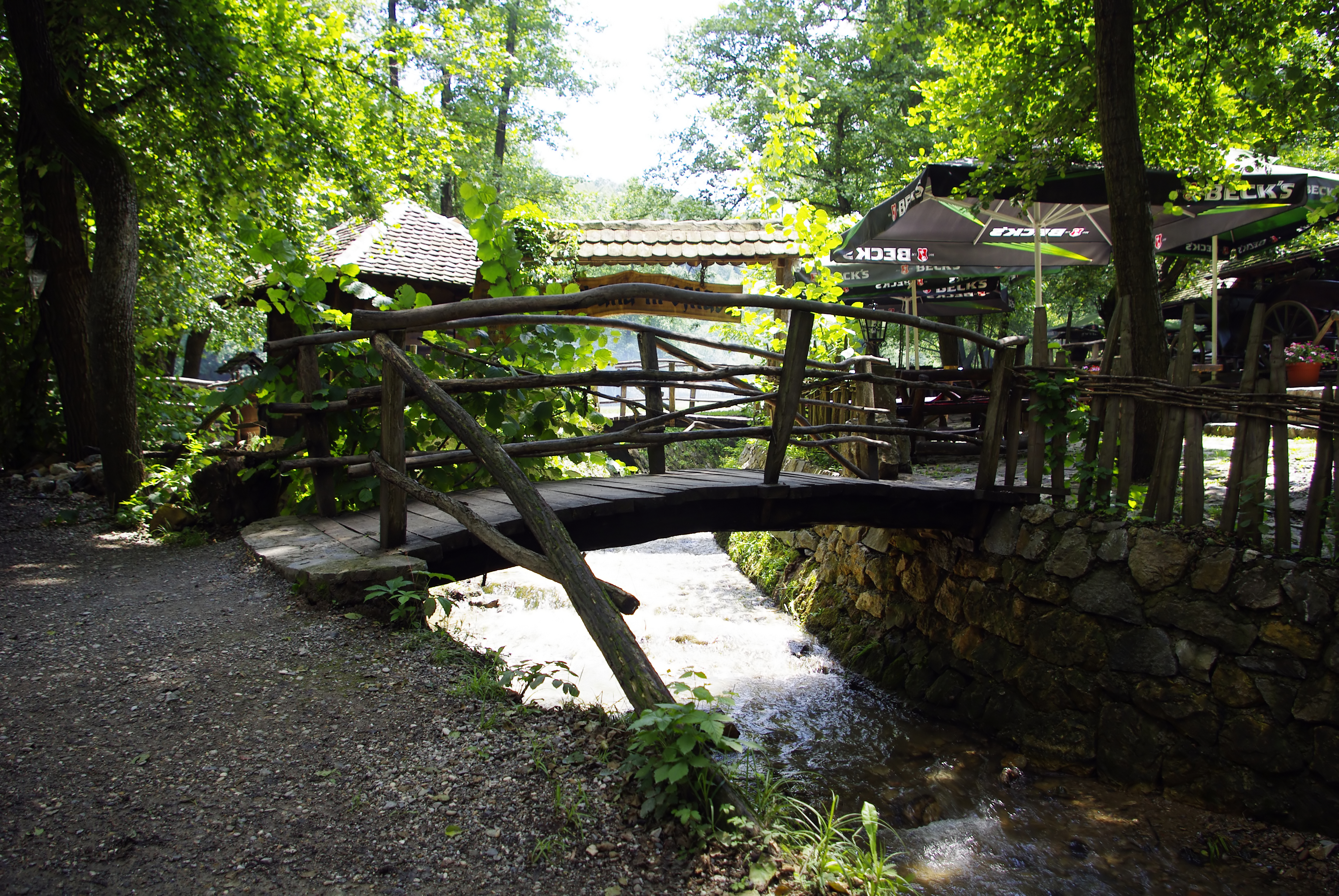
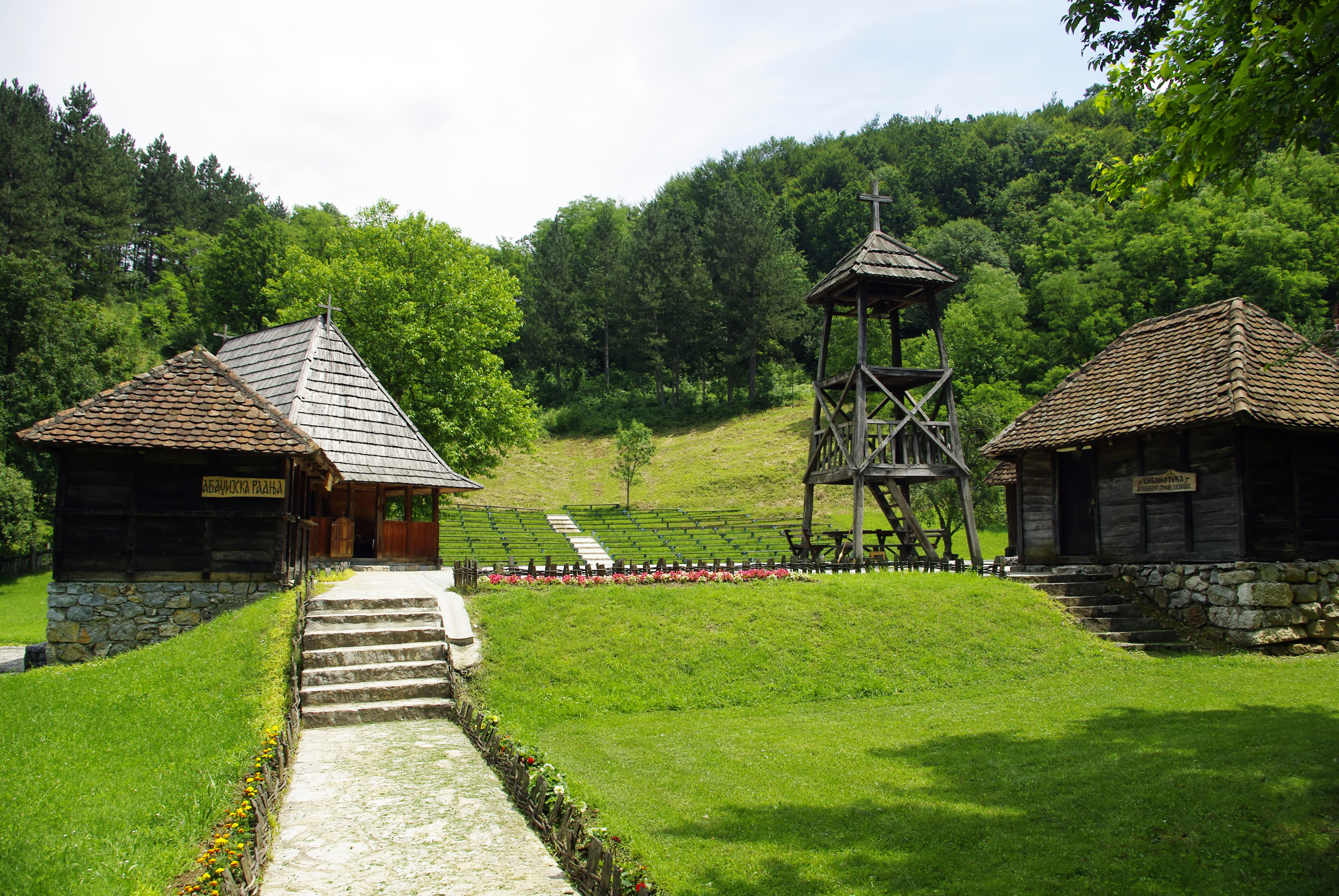
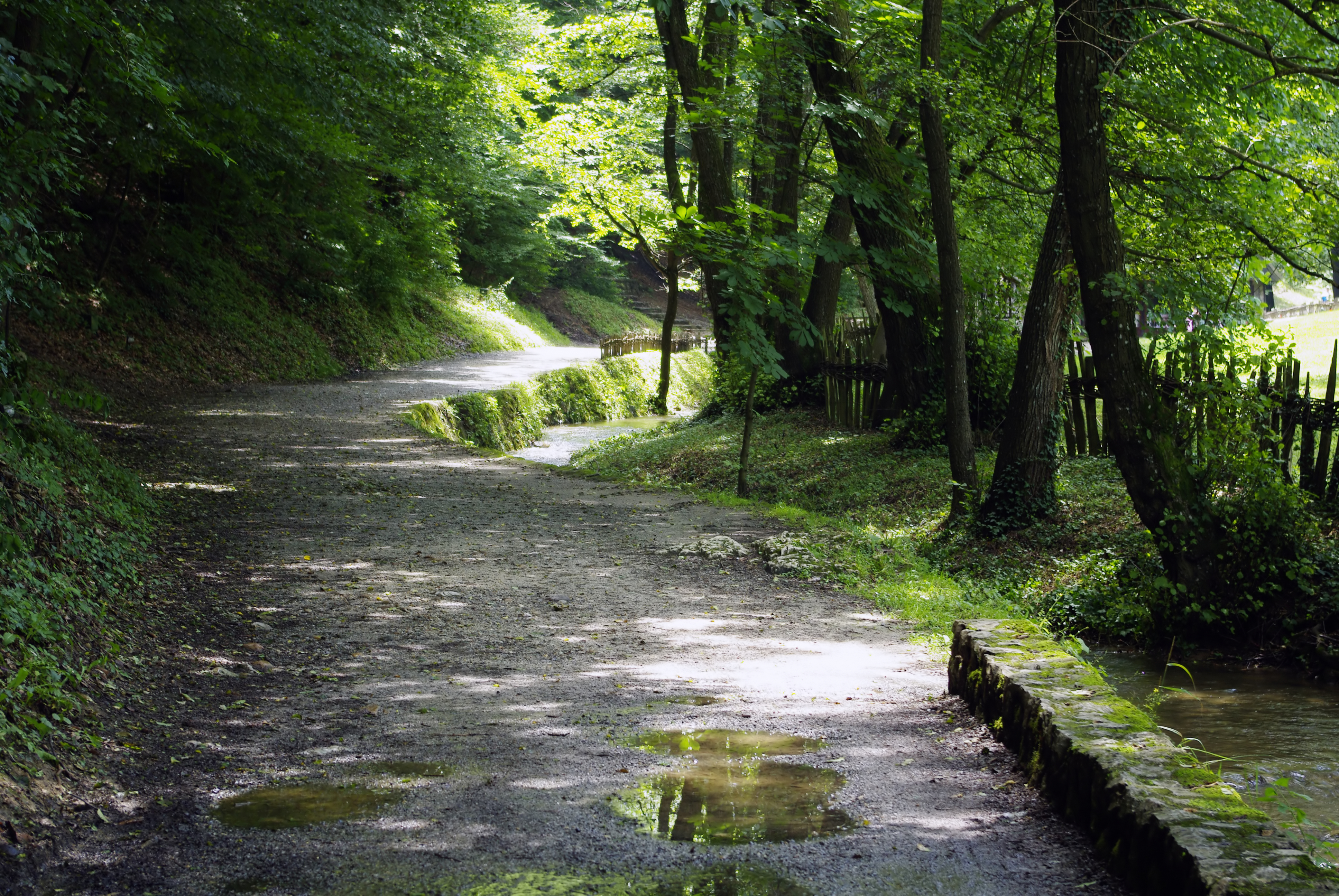
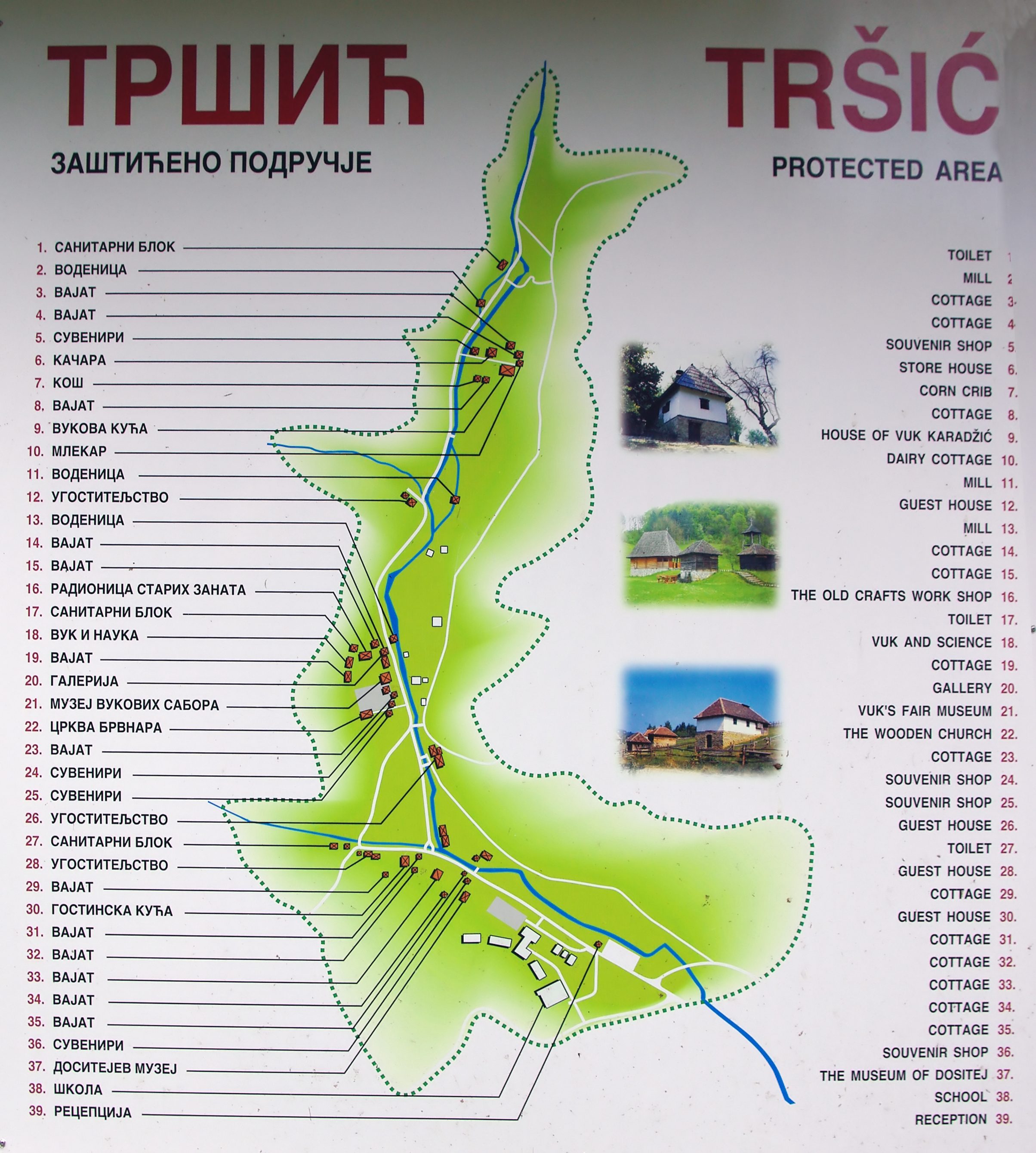